# Marin Gheorghe
Marin Gheorghe (n. 5 septembrie 1959, Glodeanu-Siliștea, România) este un canotor român, laureat cu argint la Jocurile Olimpice din 1988 de la Seul și la Jocurile Olimpice din 1992 de la Barcelona.
A participat la șapte Campionate Mondiale și la trei ediții ale Jocurile Olimpice, la care a obținut 14 medalii dintre care patru de aur.